# Pat, Madžarska
Pat je vas na Madžarskem, ki upravno spada v podregijo Nagykanizsai Županije Zala.